# HD 83731
HD 83731，又名BD-10 2888，SAO 155387、HR 3848，是一颗恒星，视星等为6.37，位于銀經245.65，銀緯30.16，其B1900.0坐标为赤經9h 35m 27.2s，赤緯-10° 30.16′ 57″。